# Combinata universale

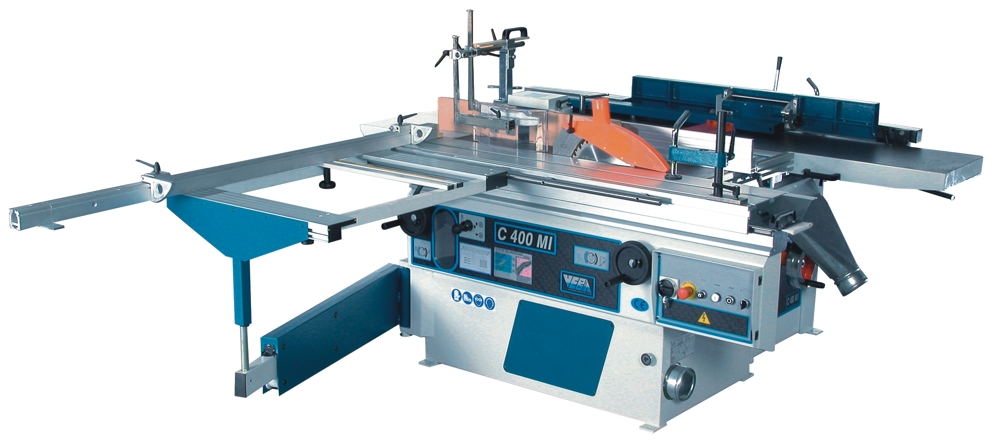
Una combinata universale per la lavorazione del legno

La Combinata universale è una macchina per la lavorazione del legno massello o più in generale del legno e dei suoi derivati (MDF, truciolare.)

## Caratteristiche
In un'unica macchina si racchiudono tutte le classiche lavorazioni. La macchina è composta principalmente da tre gruppi operativi (sega, pialla, toupie) azionati da motori, che trasmettono il movimento ad uno o più gruppi operativi.
Normalmente il gruppo pialla, costituito da un cilindro rotante con montati i coltelli, presenta ad una estremità dell'albero un mandrino per punte, da utilizzare come cavatrice.
Questa tipologia di macchina utensile, data la limitata operatività, è indirizzata al piccolo artigiano o all'obbistica.

## Le lavorazioni
- Pialla a filo: permette di ottenere facce perfettamente piane e diritte.
- Pialla a spessore: segue la piallatura a filo; rende diritte e parallele le facce diametralmente opposte, eseguendo spessori a misura desiderata.
- Sega circolare: per eseguire tagli rapidi e precisi, paralleli, perpendicolari o inclinati da 0° a 45°.
- Toupie: (o fresatrice verticale) per realizzare profili sagomati, tenoni, battute e scanalature.
- Cavatrice: (o mortasatrice) per realizzare fori cilindrici ed ovali (le cosiddette mortase, cioè le parti femmina dei tenoni).